# Iugoslávia Belgrado
O SK Iugoslávia Belgrado foi uma equipe de futebol localizada na cidade de Belgrado, na antiga Iugoslávia (atualmente na Sérvia).
Foi fundado em 1913 com o nome SK Velika Srbija (Grande Sérvia), mas mudou o nome em 1919 para Iugoslávia em homenagem à união de Sérvia, Croácia, Eslovênia e Bósnia e Herzegovina.
Disputou desde o primeiro Campeonato Iugoslavo de Futebol até o início da Segunda Guerra Mundial, quando o clube foi dissolvido. Ganhou 2 títulos (1924 e 1925), além de 3 vice-campeonatos (1926, 1930 e 1935) e 5 terceiros lugares (1923, 1929, 1932, 1933, 1939).
Ambos os títulos foram conquistados tendo como técnico Karel Blaha, e os jogadores bicampeões foram: Dragutin Nemeš, Milutin Ivković, Branko Petrović, Mihailo Načević, Alojz Mahek, Sveta Marković, Dragan Jovanović, Stevan Luburić, Dušan Petković e Branislav Sekulić. Damjan Đurić venceu apenas em 1924. Đorđe Đorđević, Boško Todorić e Vladeta Đurić foram campeões apenas em 1925.
A guerra marcou uma mudança muito grande no futebol sérvio, com a extinção de muitos clubes, inclusive o próprio Iugoslávia. Em contrapartida, após seu término vários clubes foram criados, inclusive os gigantes Estrela Vermelha e Partizan.
Seu estádio passou a ser utilizado pelo Estrela Vermelha, assim como vários de seus jogadores migraram para o novo clube.

## Títulos
- Campeonato Iugoslavo: 2 (1924, 1925)